# Calamonastes simplex
Calamonastes simplex (Camaròptera grisa) és una espècie d'ocell de la família dels cisticòlids (Cisticolidae) que habita boscos i zones arbustives d'Àfrica oriental, a l'est de Sudan del Sud, Etiòpia, Somàlia, Kenya, nord-est d'Uganda i nord-est de Tanzània.